# Geschichte der Videospiele

Schema des Nimrod-Computers, der 1951 das Nim-Spiel umsetzte

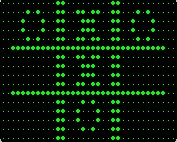
OXO (1952), das erste Computerspiel, dessen Name bekannt ist

Die Videospiele – auch Computerspiele und selten Telespiele genannt – entwickelten sich teilweise aus technischen Versuchen an Universitäten in den 1950er-Jahren. Die erste Spielkonsole, die Magnavox Odyssey von Ralph Baer, erschien erst 1972; die Entwicklung begann jedoch schon 1968. Die ersten Spielautomaten mit Videospielgrafik (hauptsächlich Vektor- oder Rastergrafik) erschienen ab 1971. Das damalige Unternehmen Atari, Inc. (1972) gilt als Pionier der Computerspielindustrie, Pong war das erste weltweit populäre Computerspiel. Im Laufe der Zeit entwickelte sich auch eine spezifische „Gamersprache“.
In den 2020ern sind Videospiele allgemein in der Gesellschaft verbreitet und Teil der Popkultur. Die Videospielindustrie generiert inzwischen mehr als doppelt so viel Umsatz wie die gesamte Film- und Musikindustrie zusammen.

## Anfänge
- 1946 wurde das erste Computerspiel für einen Röhrenrechner (Cathode-ray tube amusement device) von Thomas T. Goldsmith Jr. und Estle Ray Mann entwickelt und am 25. Januar 1947 zum Patent angemeldet. Erteilt wurde das Patent am 14. Dezember 1948.[4]
- 1951 wurde auf dem eigens dafür konstruierten Computer Nimrod das mathematische Nim-Spiel umgesetzt.
- 1952 gab es das Tic-Tac-Toe-Spiel OXO.
- Das 1958 vom amerikanischen Physiker William Higinbotham konstruierte Tennis for Two am Brookhaven National Laboratory, bestehend aus einem Analogcomputer und einem Oszillographen, wird meist als erstes Videospiel angesehen.

Die weitere Entwicklung war stark abhängig von der technischen Weiterentwicklung der Computertechnologie. So entstanden die ersten, grafisch noch recht einfachen Computerspiele auf Großrechnern an amerikanischen Universitäten und blieben somit nur einer kleinen Zahl von Studenten und Wissenschaftlern vorbehalten, wie etwa Spacewar! von 1962 am Massachusetts Institute of Technology (MIT).

## 1970er Jahre

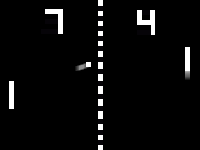
Pong (Illustration)

Anfang der 1970er-Jahre entwickelten sich aus der bestehenden massenproduzierten und daher relativ preisgünstigen Fernsehtechnologie elektronische Spielautomaten, die erstmals auch münzbetrieben der Öffentlichkeit zugänglich waren. Deshalb auch die Bezeichnung Videospiel. Das erste erfolgreiche Spiel war Pong, von Atari-Gründer Nolan Bushnell. Dieser sah das Spiel auf einer Messepräsentation bei dem Spieleerfinder Ralph Baer und entwickelte es weiter. Die Automaten traf man anders als heute weniger in Spielhallen, sondern – auch für Kinder zugänglich – in Eingängen von Supermärkten, Kinos, Kiosken, Pommesbuden, Kantinen, oder anderen öffentlichen Orten. Ein Spiel für eine Mark war normal.
Im Laufe der 1970er-Jahre entwickelten sich die Videospiele rasant und wurden z. B. von Firmen wie Atari oder Magnavox in Form von Videospielkonsolen auch für Heimanwender attraktiver; dadurch verloren die öffentlichen Spielhallen allmählich ihre Vormachtstellung. Mit der Umsetzung des sehr erfolgreichen Spielhallenspiels Space Invaders für das Atari 2600 kam 1979 der Durchbruch für die Heimkonsolen, die sich rasant zum Massenartikel entwickelten.

## 1980er Jahre

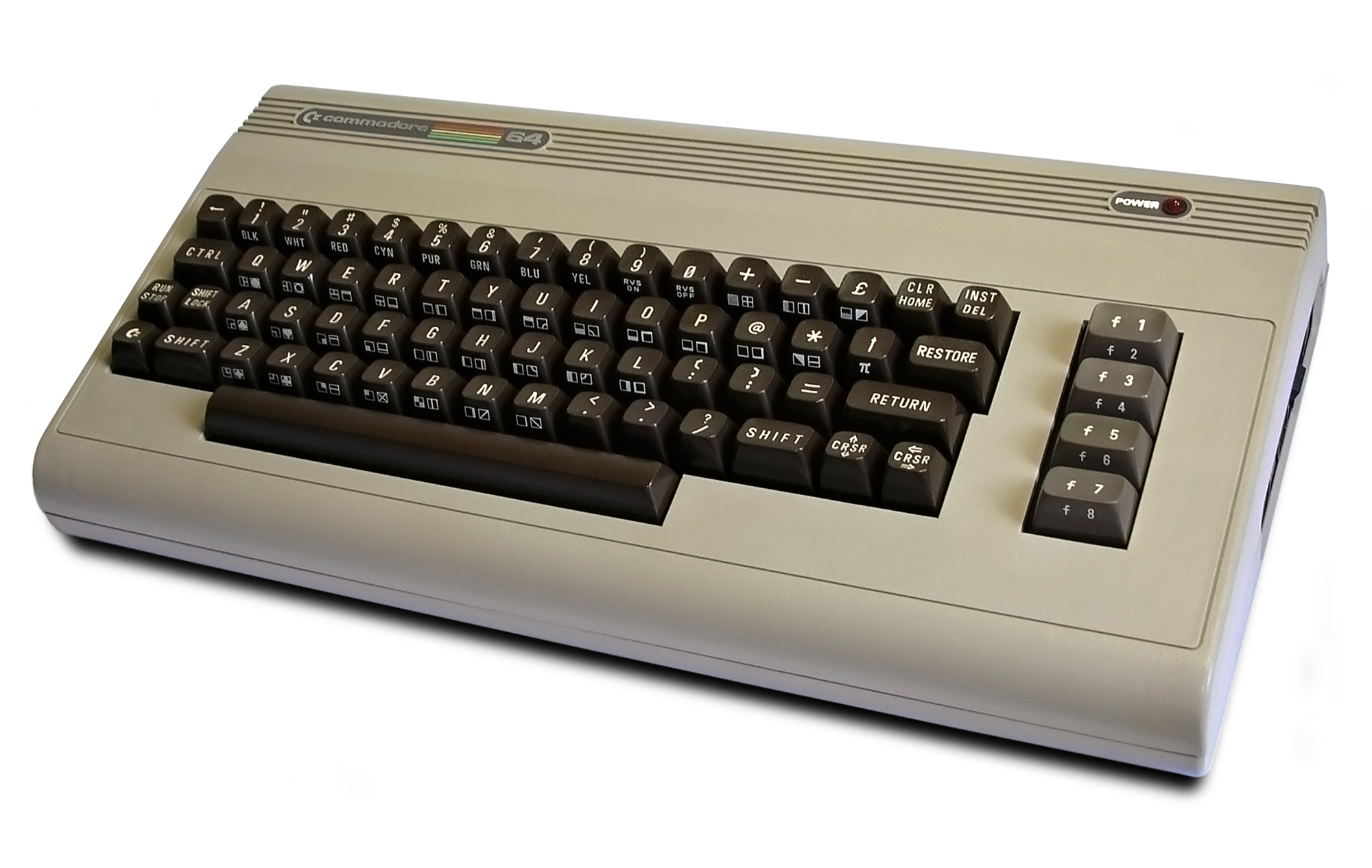
Commodore 64 (1982)

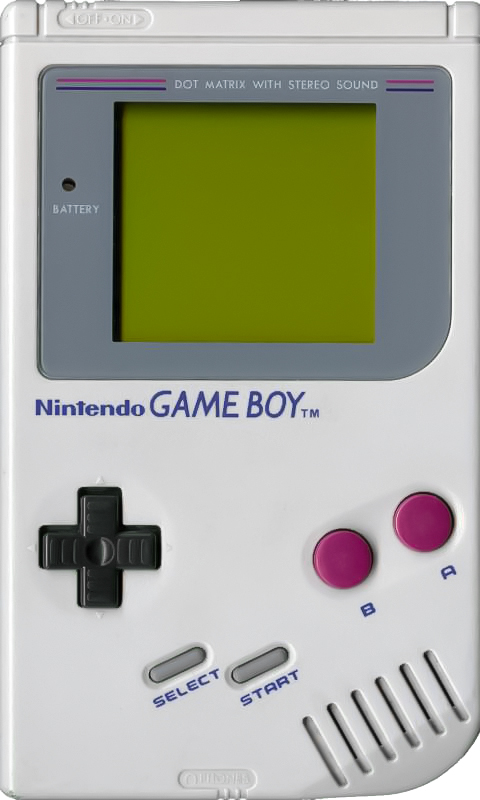
Erste Version des Game Boy (1989)

Durch die Einführung der Home- und Personal Computer (PC) entwickelten sich vorerst zwei technisch voneinander getrennte Arten des Videospiels: Das Konsolenspiel (auch Telespiel) basierend auf speziellen Spielkonsolen und das Computerspiel. Dabei wurden Computerspiele anfangs überwiegend für Heimcomputer wie C64 programmiert. Die primär für ernsthafte Anwendungen konzipierten IBM-kompatible PCs mit monochromer Grafik und piepsigem Lautsprechersound waren zum Spielen zunächst eher ungeeignet. Erst durch Verbesserungen wie 16-farbige EGA-Grafik ab 1984 und Soundkarten (z. B. Sound Blaster 1989) wurde der PC allmählich zu einer Konkurrenz für Heimcomputer und Konsolen.
Im Jahr 1983 kam es zum Video Game Crash: In Nordamerika brach der Markt für Spielmodule fast komplett zusammen. Während die Videospielbranche 1982 Umsätze von 3 Mrd. Dollar erzielt hatte, ging diese Zahl 1983 auf 100 Mio. Dollar zurück. Gründe waren:
- Überschwemmung des Marktes (vor allem für das Atari 2600)
- Überlegenheit der Heimcomputer bezüglich Technik und Anwendungsmöglichkeiten
- Zunehmend geringerer Preisunterschied zwischen Konsole und Heimcomputer, zahlreiche kostenlose Angebote
- Leichte Kopierbarkeit von Computerspielen (siehe: Softwarepiraterie) auf Kassetten und Disketten und der dadurch höheren Attraktivität gegenüber den für Privatleute nicht kopierbaren Modulen der Videospiele (Kopierschutz war hier ein Wettbewerbsnachteil)
- Öffnung des Internet für die private und kommerzielle Nutzung

Aus Japan, dessen Videospielmarkt durch inländische Produkte dominiert und daher kaum vom amerikanischen Crash betroffen war, kam ein neuer Impuls für die Videospiel-Branche: Dort wurde Nintendos 1983 erschienene 8-Bit-Konsole Famicom nach anfänglichen Schwierigkeiten zu einem großen Erfolg. Als Nintendo Entertainment System (NES) für den westlichen Markt modifiziert, testete Nintendo das Interesse der amerikanischen Verbraucher im Weihnachtsgeschäft 1985. 50.000 Konsolen konnten auf die Stadt New York beschränkt verkauft werden. Daraufhin wurde das NES 1986 in ganz Nordamerika und 1987 in Europa eingeführt. Aber erst die Veröffentlichung von Super Mario Bros. (Japan 1985, Nordamerika 1986), das alle bis dahin erschienenen Videospiele an Länge und Komplexität übertraf, löste eine regelrechte Nintendomania aus: Die Verkaufszahlen stiegen und eine neue Ära der Videospiele begann.
Die Ursprünge der meisten Spielegenres liegen in dieser Zeitepoche. Rollenspiele, Rennspiele, Jump ’n’ Runs, Beat ’em ups, Adventures und viele weitere Spielkategorien wurden in dieser Zeit entwickelt. Mit der weiteren Massenverfügbarkeit vieler Spielkonsolen und Spiele für den Heimgebrauch wurde auch das Ende der Goldenen Ära der Arcade-Spiele eingeläutet.
1989 kamen mit dem Game Boy und dem Atari Lynx erstmals zwei Handheld-Konsolen mit wechselbaren Modulen auf den Markt. Die Geräte integrierten ein kleines, im Fall des Lynx sogar farbiges LC-Display und Steuerelemente mit der übrigen Elektronik in einem handlichen Gehäuse.

## 1990er Jahre
In Europa gab es einen Durchbruch der sogenannten 16-Bit-Konsolen Super Nintendo Entertainment System (SNES) und Sega Mega Drive in der ersten Hälfte der 1990er. Diese Spielkonsolen waren weltweit äußerst erfolgreich. Sie boten den Spielern bessere Grafik und besseren Sound als die Konsolen und Computerspiele der 1980er. Mit dem Sega Game Gear kam eine weitere Handheld-Konsole auf den Markt.
Seit Mitte der 1990er-Jahre werden die beiden Videospiel-Bereiche für Spielekonsolen und PCs aus Vermarktungsgründen wieder verstärkt zusammengeführt. So bildeten einheitliche Speichermedien (wie die CD-ROM) und eine kompatible Hardware die Möglichkeit, Spiele sowohl für verschiedene Konsolen als auch für PCs parallel und somit kostengünstiger und für einen breiteren Massenmarkt zu entwickeln.

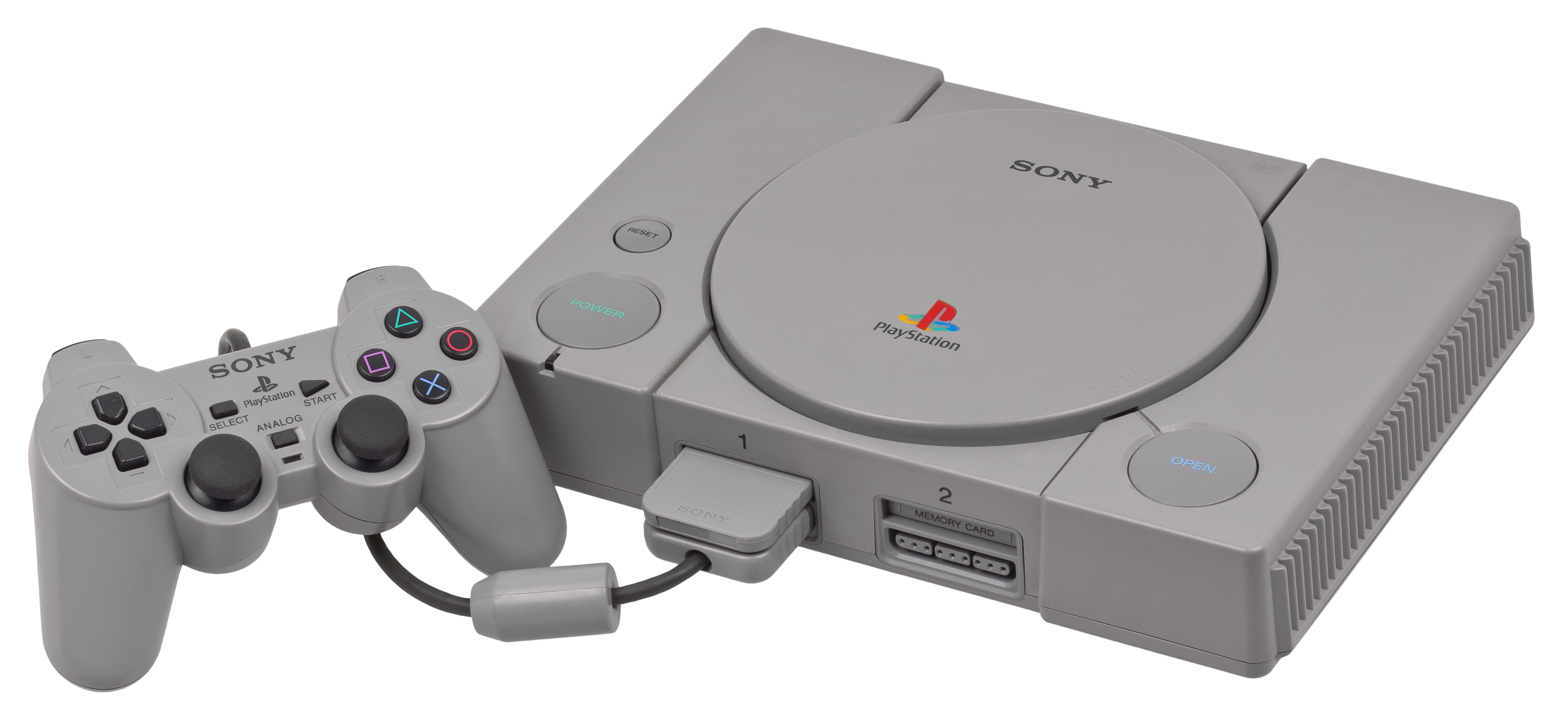
PlayStation und ihr dazugehöriger Controller (1994)

Die wichtigste Innovation auf dem Konsolenmarkt war der Wechsel von 2D- auf 3D-Grafik Mitte der 90er mithilfe der PlayStation, des Sega Saturn und dem später veröffentlichten Nintendo 64. Zwar konnten die früheren Konsolen auch ansatzweise 3D-Grafik darstellen, aber nur mithilfe von speziellen Grafikchips. Beim PC tauchten erstmals 3D-Beschleunigerkarten auf. Zwar gab es schon vorher weniger aufwendige 3D-Grafiken (z. B. in Doom, Duke Nukem 3D), welche von der CPU berechnet wurden, jedoch konnte und kann die CPU nur relativ einfache 3D-Grafiken in Echtzeit berechnen. Die 3D-Unterstützung der Grafikkarten wurde später unverzichtbar. Spätere Generationen von Grafikkarten hatten sowohl 2D- als auch 3D-Unterstützung fest integriert.
Erste netzwerkfähige Spiele für den PC kamen in den Handel. Dadurch entstanden neue Spielmöglichkeiten, die vorher nur ansatzweise möglich waren. Mehrspieler-Spiele waren meist auf zwei Spieler, beim Nintendo 64 meist auf vier Spieler begrenzt. Beim PC konnte man nun je nach Möglichkeit weit über 10 Spieler in ein Spiel einbeziehen. Erste Strategie- und Rollenspiele mit Netzwerk- und Onlinefähigkeit erschienen.
Ende 1998 wurde mit der Sega Dreamcast eine neue Konsolengeneration eingeführt. Später folgten die PlayStation 2, der GameCube und die Xbox. Die Dreamcast von Sega sollte mit nur 10 Millionen verkauften Einheiten das Ende dieser Konsolengeneration nicht mehr erleben: Finanziell gerade noch dem Bankrott entgangen, beschloss das Management von Sega, aus dem Hardwaregeschäft auszusteigen und wandelte sich vom Konsolenhersteller zum reinen Softwarehersteller um.

## 2000er Jahre

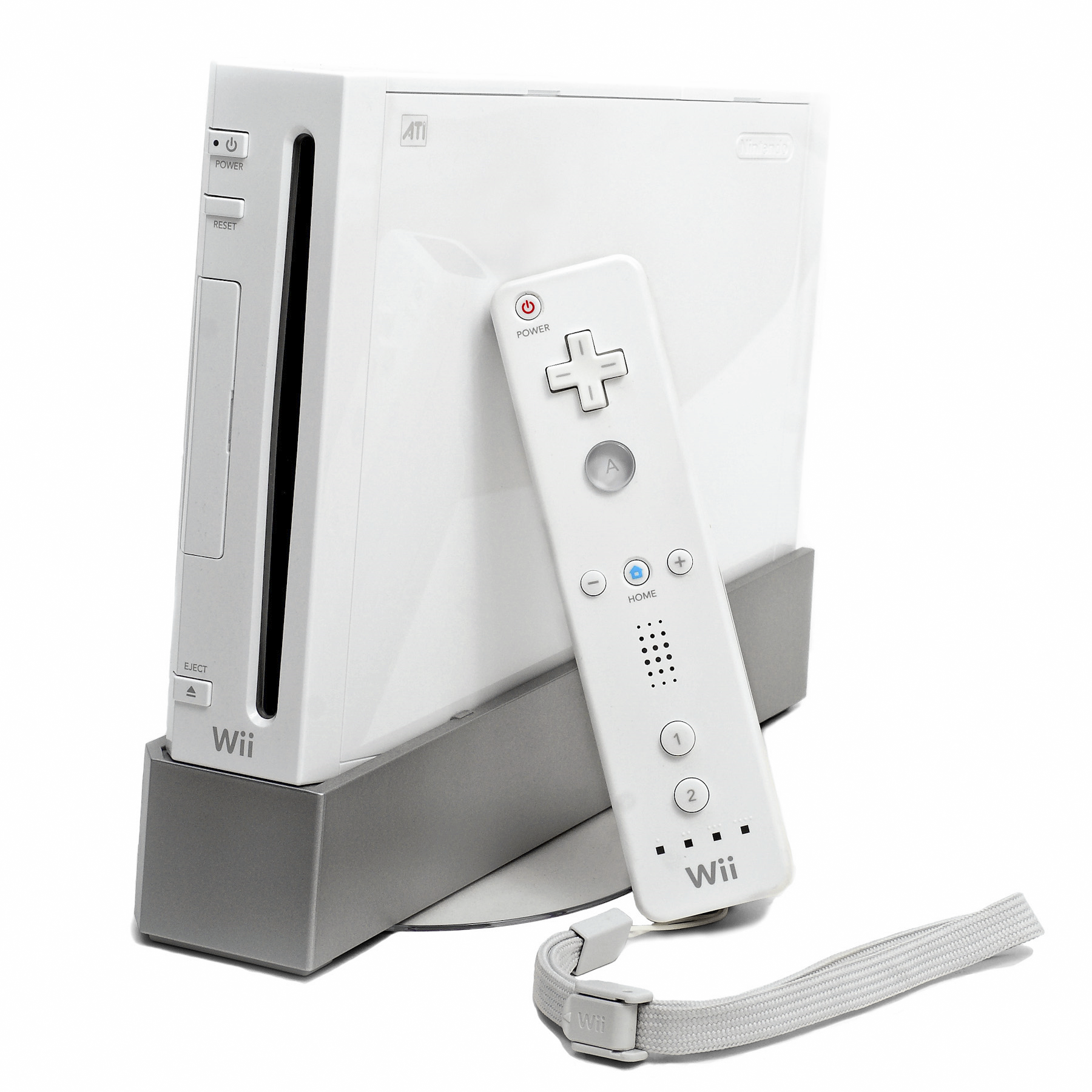
Wii (2006)

Sehr verbreitet war zunächst die PlayStation 2, die abwärtskompatibel zu ihrem Vorgänger ist. Weit dahinter lagen die anderen Konsolen der gleichen Zeit.
Microsoft veröffentlichte 2005 die Xbox 360. 2006 folgten die Nintendo Wii und die PlayStation 3 von Sony. Die Spielekonsolen sind sehr unterschiedlich, beispielsweise im Hardwaredesign und den Speichermedien und waren an unterschiedliche Zielgruppen gerichtet. Kommerziell erfolgreich war nur die günstigere Wii. Die Wii-Fernbedienung verfügte über Bewegungssensoren. Die beiden anderen Konsolen haben einen 64- statt 32-Bit-Prozessordatenbus, eine Grafikauflösung im HDTV-Standard sowie optional eine Festplatte und die Möglichkeit, DVD-Filme bzw. Blu-ray-Discs abzuspielen.
Bei den Handhelds bot der Nintendo DS (2004/2005) erstmals einen zusätzlichen Bildschirm zudem als Touchscreen, ein Mikrofon zur Eingabe und Online-Fähigkeiten. Mit dem DSi erfuhr das Nintendo-Handheld 2009 ein Hardware-Update. Die neuste Version bietet zusätzlich zwei Kameras und einen SD-Kartenslot. Der Nachfolger des Nintendo DS, der Nintendo 3DS, wurde auf einer E3-Messe vorgestellt. Er kann ohne 3D-Brille einen 3D-Effekt erzeugen. Erfolgreich war insbesondere auch die PlayStation Portable mit erstmals optischen Medien. Die wesentlichen Plattformen waren:
- PlayStation 2 (2000), 128 Bit
- Nintendo GameCube (2001, 2002 in Europa), 128 Bit
- Xbox (2001, 2002 in Europa), 128 Bit
- Xbox 360 (Ende 2005), 256 Bit
- Wii (2006), 128 Bit
- PlayStation 3 (2006, 2007 in Europa), 256 Bit

## 2010er Jahre
- Mobile Plattformen wie Android, iOS und Windows Phone
- Nintendo 3DS (2011)
- PlayStation Vita (2011)
- Wii U (2012)
- PlayStation 4 (2013)
- Xbox One (2013)
- Nintendo Switch (2017)

## 2020er Jahre
Die Anfang der 2020er Jahre technisch führenden Spielkonsolen unterstützen eine Bildauflösung von 4K mit einer Bildfrequenz bis zu 120 fps (in 4K allerdings häufiger 30 bzw. 60 fps), enthalten eine Hardwarebeschleunigung für Raytracing und bieten die technischen Voraussetzungen für Spiele, die eine Bildauflösung von theoretisch 8K nutzen können („8K-Gaming“).
- PlayStation 5 (2020)
- Xbox Series (2020)
- Nintendo Switch 2 (2025)

Im Jahr seiner Veröffentlichung (2023) hatte Baldur’s Gate 3 nach Zählung von Guinness World Records mit rund zwei Millionen Wörtern das umfassendste bzw. größte Videospiel-Skript in der Geschichte der Videospiele. Ein Jahr später wurde berichtet, dass dieser Rekord mit Kingdom Come: Deliverance II gebrochen wurde.

## Die 10 wichtigsten Computerspiele
Gemäß der Stanford University mit ihren History of Science and Technology Collections zählen seit 2007 folgende Computerspiele zu den 10 wichtigsten aller Zeiten (Erscheinungsjahr in Klammern):
- Spacewar! (1962)
- Star Raiders (1979)
- Zork (1980)
- Tetris (1985)
- SimCity (1989)
- Super Mario Bros. 3 (1990)
- Civilization I (1991) & Civilization II (1996)
- Doom (1993)
- Warcraft-Spielereihe (ab 1994)
- Sensible World of Soccer (1994)

## Erfolgreichste Computerspiele
In der Liste der erfolgreichsten Computerspiele sind Computer- und Videospiele aufgeführt, die am meisten verkauft, heruntergeladen und gespielt wurden bzw. werden.

## Chronik
| 1952 | A.S. Douglas programmiert das Tic-Tac-Toe-Spiel OXO aka Noughts And Crosses mit einem EDSAC-Computer, das erste Computerspiel, dessen Name bekannt ist.                                                                                   |
| 1958 | Im Oktober präsentiert William Higinbotham mit Tennis for Two das erste Videospiel für zwei Spieler. |
| 1962 | Stephen Russell entwickelt Spacewar! für den PDP-1. |
| 1967 | Ralph Baer baut das TV Gaming Display. |
| 1971 | Nolan Bushnell konstruiert den Videospielautomaten Computer Space, der auf Spacewar! beruht. Für den Massendurchbruch ist das Spiel jedoch noch zu kompliziert.                                                                           |
|      | Don Daglow programmiert Baseball für den PDP-10. |
| 1972 | Nolan Bushnell und Ted Dabney gründen Atari. |
|      | Pong wird ab November verkauft. |
|      | Magnavox veröffentlicht die erste Spielkonsole Odyssey. |
|      | Der Hobby-Höhlenforscher William Crowther programmiert eine Vorversion des ersten textbasierten Abenteuer-Spiel Adventure; das Programm ist gedacht als eine einfache Höhlenforschungs-Simulation, nicht als Spiel im eigentlichen Sinne. |
|      | Gregory Yob programmiert das Spiel Hunt the Wumpus. |
| 1973 | Der Spielautomat Elepong wird von Taito veröffentlicht. |
|      | Midway lizenziert Pong und vertreibt es unter dem Namen Winner. |
| 1975 | Midway veröffentlicht den Spielautomaten Gun Fight mit einem Mikroprozessor. |
|      | Don Daglow programmiert das Proto-RPG Dungeon für den PDP-10. |
|      | Don Woods erweitert William Crowthers Höhlenforschungs-Simulation um diverse Fantasy-Elemente; das Ergebnis ist Adventure, das erste echte Abenteuerspiel.                                                                                |
|      | eine Heimversion von Pong wird veröffentlicht. |
| 1976 | Der Apple I wird erfolgreich eingeführt. |
|      | Fairchild vertreibt die erste programmierbare, modulbasierte Spielkonsole Fairchild Channel F im November. |
| 1977 | Das Video Computer System (VCS) von Atari wird am 11. September in den USA veröffentlicht. |
|      | Der Apple II kommt auf den Markt. |
|      | Commodore präsentiert den programmierbaren Personal Electronic Transactor (PET). |
|      | RadioShack stellt den TRS-80 Heimcomputer vor. |
|      | Zork wird programmiert. |
| 1978 | Der Spielautomat Space Invaders von Taito wird weltweit erfolgreich vertrieben. |
|      | Roy Trubshaw entwickelt das erste Online-Spiel an der Universität Essex. |
|      | Der Philips G7000 erscheint. |
| 1979 | Richard Garriott programmiert Akalabeth, den Vorläufer der Ultima-Serie. |
| 1980 | Pac-Man wird zum bis dato meistverkauften Videospiel. |
|      | Space Invaders erscheint für das Atari VCS. |
|      | Nintendo veröffentlicht mit der Game-&-Watch-Serie die erste erfolgreiche Handheld-Konsolen-Serie. |
| 1981 | Commodore veröffentlicht den VC 20. |
|      | Das von Shigeru Miyamoto entworfene Spielhallenspiel Donkey Kong erscheint, in dem zum ersten Mal Jumpman auftaucht, der später unter dem Namen Super Mario Kult wird.                                                                    |
|      | IBM bringt den ersten PC auf den Markt. |
| 1982 | Commodore bringt den C64 auf den Markt. |
|      | Don Daglow programmiert das Proto-Sim-Spiel Utopia für den Intellivision. |
| 1983 | Sega veröffentlicht die Spielkonsole SG 1000. |
|      | Nintendo veröffentlicht in Japan die Spielkonsole Famicom. |
|      | Atari veröffentlicht die Computer 600XL und 800XL. |
|      | Electronic Arts veröffentlicht erste Spiele für das Atari 2600 und den Apple II. |
|      | Atari macht großen Verlust. |
|      | Der Konsolenspielemarkt ist praktisch zusammengebrochen (siehe Video Game Crash), der Computerspielemarkt boomt. |
| 1984 | Das Spiel The Eidolon das als erster Ego-Shooter angesehen werden kann, wird von Lucasfilm Games, (heute LucasArts) für den Atari 8-bit und den Commodore 64 entwickelt.                                                                  |
| 1985 | Nintendo veröffentlicht das Nintendo Entertainment System (NES) in den USA und Europa. |
|      | Nintendo veröffentlicht in Japan das Spiel Super Mario Bros. für das NES, das bis heute das meistverkaufte Jump 'n' Run ist. (ca. 42 Mio. verkaufte Einheiten).                                                                           |
|      | Atari veröffentlicht den Atari 520 ST. |
| 1986 | Nintendo veröffentlicht den ersten Teil der The-Legend-of-Zelda-Serie. |
|      | Der VEB Polytechnik und Präzisionsgerätewerk Karl-Marx-Stadt stellt in Leipzig den Poly-Play vor, den ersten und einzigen Arcade-Automaten der DDR.                                                                                       |
| 1987 | Commodore veröffentlicht den Amiga 500. |
|      | LucasArts veröffentlicht das Computerspiel Maniac Mansion. |
|      | Square, kurz vor dem Konkurs, rettet sich mit dem Beginn der Final-Fantasy-Serie. |
| 1988 | Mit Mirai Ninja kommt der erste auf einem Videospiel basierende Film in Japan in die Kinos. Es ist die Verfilmung eines Arcade-Games gleichen Namens.                                                                                     |
| 1989 | Sega bringt Sega Mega Drive auf den Markt. |
|      | Nintendo veröffentlicht den Game Boy in Japan und den USA (1990 in Europa). |
|      | Atari veröffentlicht den Atari Lynx. |
| 1990 | Nintendo veröffentlicht das Super Nintendo Entertainment System (SNES). |
| 1991 | Sid Meier’s Civilization erscheint. |
|      | Don Daglow und Cathryn Mataga programmieren das Proto-MMORPG Neverwinter Nights für AOL. |
| 1992 | Dune II – Kampf um Arrakis erscheint und läutet somit die Ära der modernen Echtzeitstrategiespiele ein. |
| 1993 | Doom von id Software erscheint. |
|      | Commodore veröffentlicht das CD³². |
|      | Atari veröffentlicht den Atari Jaguar. |
| 1994 | Sony veröffentlicht die PlayStation in Japan, 1995 in Europa und Amerika. |
|      | Die Electronic Entertainment Expo findet zum ersten Mal statt. |
| 1995 | Tomb Raider von Eidos erscheint. |
| 1996 | Nintendo bringt den Nintendo 64 in Japan und den USA auf den Markt (1997 in Europa). |
|      | Nintendo veröffentlicht mit Pokémon Rot und Blau die ersten Ableger der Pokémon-Serie. |
| 1997 | Ultima Online, eines der ersten grafisch anspruchsvollen MMORPGs, startet. |
| 1998 | Sega bringt die Dreamcast auf den Markt. |
|      | The Legend of Zelda: Ocarina of Time, das mit einem Metascore von 99 von 100 Punkten bis heute bestbewertete Spiel, erscheint für das N64.                                                                                                |
| 2000 | Sony bringt die PlayStation 2, die bis heute meistverkaufte Spielkonsole, auf den Markt. |
| 2001 | Nintendo veröffentlicht den Nintendo GameCube. |
|      | Microsoft veröffentlicht die Xbox. |
| 2003 | Valve startet die Vertriebsplattform Steam. |
| 2004 | World of Warcraft, das bis heute erfolgreichste MMORPG, wird veröffentlicht. |
|      | Nintendo veröffentlicht den Nintendo DS, die bis heute meistverkaufte Handheld-Konsole. |
|      | Sony veröffentlicht die PlayStation Portable. |
| 2005 | Microsoft veröffentlicht die Xbox 360. |
| 2006 | Nintendo veröffentlicht die Wii. |
|      | Sony veröffentlicht die PlayStation 3. |
| 2009 | League of Legends, das bis dato meistgespielte PC-Spiel in Europa und Nordamerika, wird veröffentlicht. |
| 2011 | Nintendo veröffentlicht den Nintendo 3DS, die erste portable Konsole, die autostereskopisches 3D ohne Brille ermöglicht. |
|      | Sony veröffentlicht im Dezember die PlayStation Vita in Japan, im Februar 2012 in Europa und den USA. |
| 2012 | Nintendo veröffentlicht die Wii U. |
| 2013 | Sony und Microsoft bringen fast zeitgleich ihre beiden neuen Konsolen, PlayStation 4 und Xbox One, auf den Markt. |
| 2016 | Die HTC Corporation stellt mit der HTC Vive eine Virtual Reality Brille für den PC vor. |
|      | Oculus veröffentlicht die erste Consumer Version der Oculus Rift für den Computer. |
|      | Sony veröffentlicht die PlayStation VR exklusiv für die PlayStation 4. |
|      | Sony und Microsoft bringen ihre Enhanced-Konsolen PlayStation 4 Pro und Xbox One S auf den Markt. |
| 2017 | Nintendo veröffentlicht ihre neue Hybrid-Konsole, die Nintendo Switch. |
|      | Microsoft veröffentlicht ihre neue Konsole Xbox One X, die damals „leistungsstärkste Konsole der Welt“. |
|      | Microsoft startet den Xbox Game Pass. |
| 2020 | Microsoft veröffentlicht die Xbox Series X und S – nur wenige Tage bevor Sony die PlayStation 5 auf den Markt bringt. |
| 2025 | Nintendo veröffentlicht die Nintendo Switch 2. |

## Computerspielemuseum

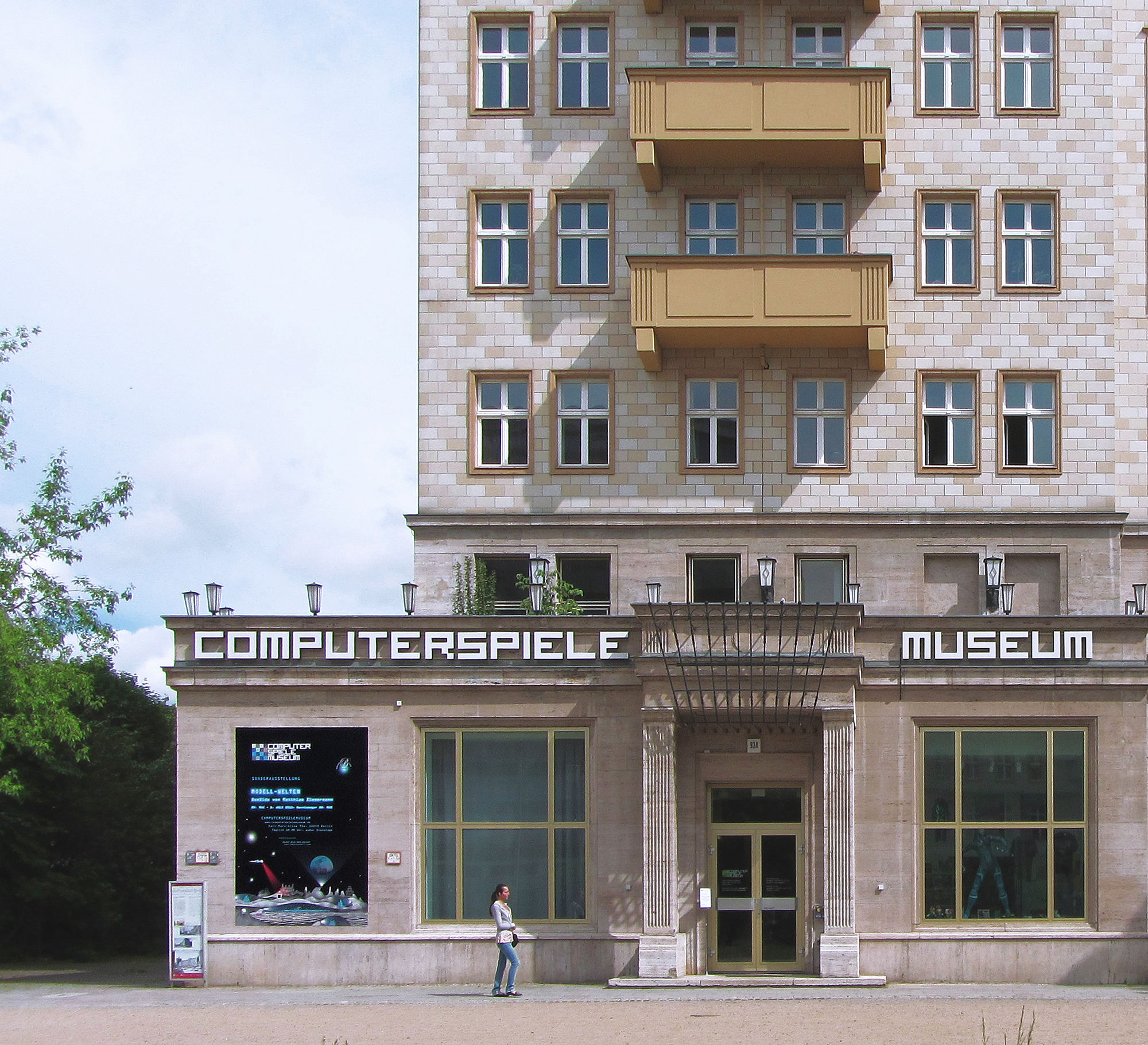
Das Computerspielemuseum in Berlin-Friedrichshain

Das Computerspielemuseum Berlin, welches 1997 die weltweit erste ständige Ausstellung zur digitalen interaktiven Unterhaltungskultur eröffnete, zeigt in einer Dauerausstellung Computerspiele. Evolution eines Mediums, mit 300 Exponaten, einen geschichtlichen Abriss über die Entwicklung des digitalen Spiels.

## DVD
- Video Game Invasion - The history of a global obsession, 60 Minuten, 2005.